# São João de Negrilhos
São João de Negrilhos é uma freguesia portuguesa do município de Aljustrel, com 77,02 km² de área e 1360 habitantes (censo de 2021). A sua densidade populacional é 17,7 hab./km².

## Descrição
Na freguesia existem duas aldeias, Jungeiros e Montes Velhos, sendo esta última composta pelos agregados da Aldeia Nova e Aldeia Velha. A economia está centrada na agricultura, principalmente culturas arvenses de sequeiro, e regadio de tomate, milho, girassol, pimento, espargos e morangos. Conta igualmente com produção pecuária, de ovinos, caprinos e bovinos.

## História
A referência mais antiga conhecida à povoação é um censo populacional de 1532, sendo então denominada de Aldeia de Negrilhos. Neste documento é descrita como estando situada a poente da vila de Aljustrel, a uma distância de légua e meia.
A Igreja Paroquial foi construída no século XVI, sendo provavelmente também deste período a Ermida de Santa Margarida.
A freguesia foi descrita nas memórias paroquiais de 1758, transcritas pelo padre João Rodrigues Lobato na sua obra Aljustrel Monografia, publicada em 1983: «A freguesia de São João de Negrilhos fica na província do Alentejo, Arcebispado de Évora, comarca da vila de Ourique, e termo da vila de Aljuster. [sic] E pertence ao Ducado de Aveiro. E tem setenta vizinhos, ou fogos, e duzentos e trinta pessoas maiores, e menores oitenta. Está situada em uma campina, junto de um rio chamado do Roxo, e distante do mesmo mil passos, em um alto, e deste se descobrem a vila de Aljuster que dista uma légua e a vila de Messejana que dista duas léguas. Não tem termo e é sujeita à vila de Aljuster e compreende duas chamadas aldeia, uma se chama aldeia dos Jungeiros, e tem dezoito vizinhos e outra aldeia de Montes Velhos e tem onde vizinhos, e tudo o mais são herdades, e compreende o número supra. Está situada [a igreja] no meio da freguesia e não tem mais moradores que as casas do Pároco, e Sacristão, e distante mil passos uma herdade chamada das Fontainhas [posteriormente denominada de São João]».
Descrevem-se depois os santuários existentes na freguesia, e os estragos provocados pelo Sismo de 1755: «O seu Orago é São João de Negrilhos, e acho notícia ser antigamente, Sam Joam de Los Grilhos [Joannes in vinculis - São João na prisão]. A igreja tinha três altares, e o altar Mor é de Nossa Senhora do Rosário, e das Almas; não tinha nave nem tem irmandade alguma e tem a Imagem de São Pedro e São Sebastião. O Pároco é Capelão Curado, e é da Ordem de Sant'Iago, e tem de renda dez quarteiros de trigo, e oito quarteiros de cevada, e dez mil réis em dinheiro, tudo pago pela comenda da vila de Aljuster. E tem uma ermida de Santa Margarida, e está situada um quarto de légua distante da igreja paroquial; e em o dia da santa que é aos vinte de Julho acodia muita gente; mas no século presente é menos o concurso. Os frutos da terra em maior abundância é trigo, centeio e cevada. Serve-se do correio da vila de Messejana, que dista duas láguas. E está sujeita às justiças da vila de Aljuster, que dista uma légua. Dista da cidade de Évora, capital do Arcebispado doze léguas; e de Lisboa, capital do reino dezassete por terra e três por mar. E no terramoto de 1755, padeceu grande ruína a Igreja Paroquial por que caiu «à fundamentis» [até aos alicerces] e ainda está no mesmo estado, os ofícios divinos se celebram em uma casa junto à igreja por licença do Ex.mo Arcebispo de Évora; a igreja de Santa Margarida também ficou arruinada e não houve mais ruína considerável».
Finalmente, faz-se um retrato geográfico da freguesia, e da sua fauna: «Não tem serra, mas está situada no meio de duas charnecas, uma chamada das Naves, e tem distância de duas léguas de comprido e légua e meia de largura e toda inclusa, e a outra se chama dos Fornos da Cal, ou dos Nabos, com o mesmo comprimento e largura e tem toda a qualidade de matos. E há abundância de de caça; coelhos, lebres e perdizes e também lobos, e raposas, e alguns porcos montezes. O seu temperamento é cálido e húmido. Tem um rio chamado do Roxo, tem a sua origem junto da cidade de Beja. [...] Tem sete léguas e passa pela freguesia de Santa Vitória, e Ervidel, ambas termo da cidade de Beja; e por esta de São João, e de Nossa Senhora do Roxo e dos Barros, que é donde acaba».

## Demografia
A população registada nos censos foi:
| Distribuição da População por Grupos Etários | Distribuição da População por Grupos Etários | Distribuição da População por Grupos Etários | Distribuição da População por Grupos Etários | Distribuição da População por Grupos Etários |
| -------------------------------------------- | -------------------------------------------- | -------------------------------------------- | -------------------------------------------- | -------------------------------------------- |
| Ano                                          | 0-14 Anos                                    | 15-24 Anos                                   | 25-64 Anos                                   | > 65 Anos                                    |
| 2001                                         | 237                                          | 201                                          | 863                                          | 422                                          |
| 2011                                         | 146                                          | 144                                          | 746                                          | 446                                          |
| 2021                                         | 146                                          | 109                                          | 710                                          | 395                                          |

## Património
- Ermida de Santa Margarida
- Estela da Carniceira
- Igreja Paroquial de São João de Negrilhos